# چازما
چازما (به کرواتی: Čazma) شهری در بیلوار-بیلگرا کشور کرواسی است که جمعیت آن در سال ۲۰۱۱ میلادی ۸٬۴۸۲ نفر بوده‌است.